# Ames (Iowa)
Ames er en by i den centrale del af delstaten Iowa i Midtvesten i USA. Byen har et indbyggertal på 66.427 (2020) indbyggere og et areal på 65 km2
.
Ames er den største by i det amerikanske county Story County. Byen er indlemmet i delstaten Iowa i 1864 og er hjemsted for Iowa State University.